# Station d'Eenhonderd Roe

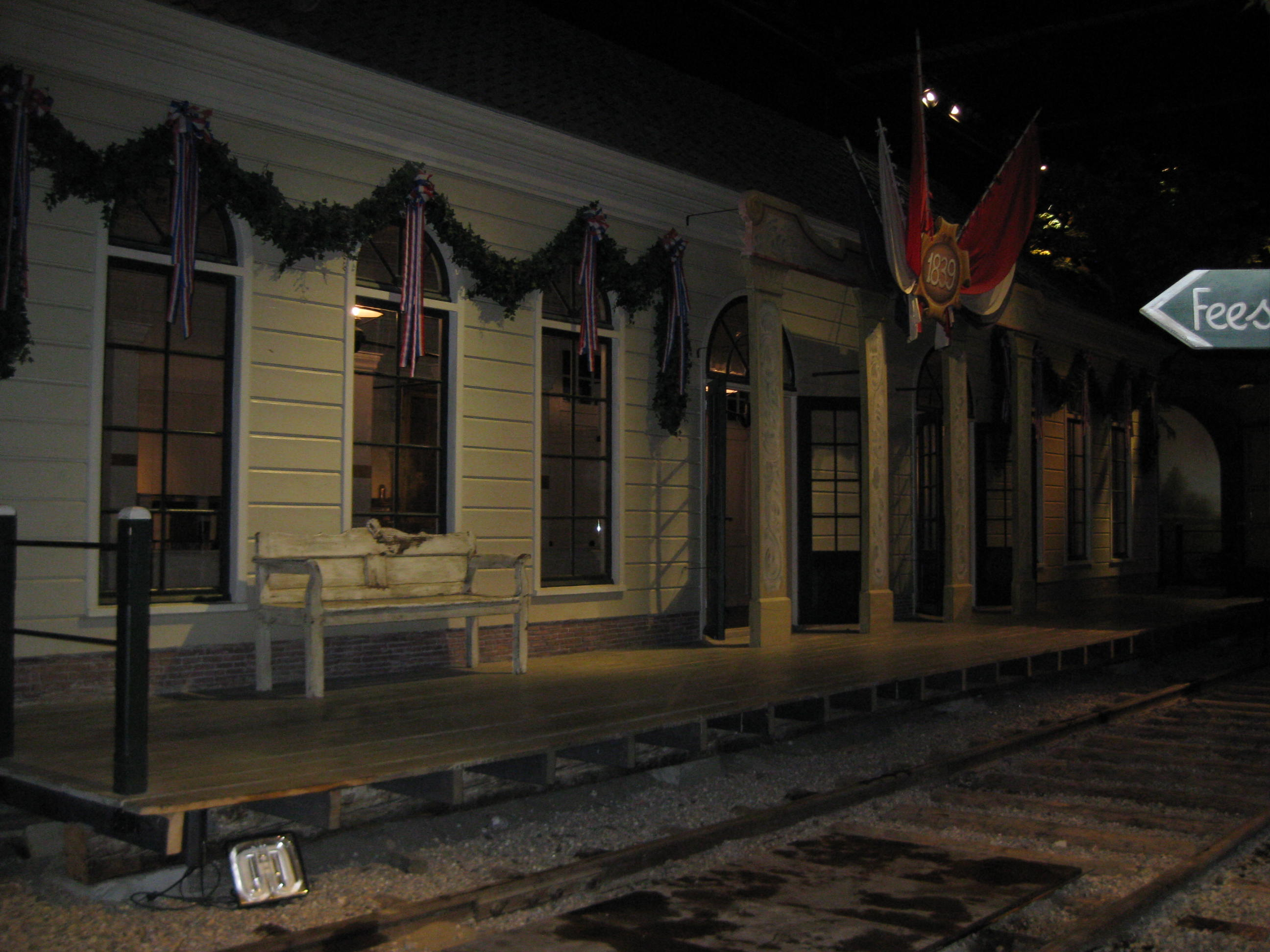
Replica in Het Spoorwegmuseum

Station d'Eenhonderd Roe is samen met het toenmalige station van Haarlem het eerste treinstation van Nederland, maar beide zijn allang verdwenen. Het station was vernoemd naar de uitspanning "Herberg d'Eenhonderd Roe" die lag aan de zuidzijde van de Haarlemmertrekvaart net buiten Amsterdam in de gemeente Sloten, op een afstand van honderd roeden (bijna vierhonderd meter) ten westen van de Haarlemmerpoort. De uitspanning was met een houten brug over de Haarlemmertrekvaart verbonden met het station. Op 20 september 1839 vertrok er de eerste Nederlandse trein, via Halfweg naar Haarlem, getrokken door twee locomotieven: de Arend en de Snelheid.
Er waren aanvankelijk vier ritten per dag per richting, vanuit Amsterdam vertrek  om 8, 10, 3 en 5 uur en vanuit Haarlem om 9, 2, 4 en 6 uur. 
Nadat de Hollandsche IJzeren Spoorweg-Maatschappij (HIJSM) overeenstemming met de stad Amsterdam had bereikt, kon in 1842 het definitieve vertrekpunt in gebruik worden genomen, het aan de overkant van de Buitensingelgracht gelegen station Willemspoort. Dit station lag tegenover de in 1840 gebouwde Willemspoort, de tegenwoordige Haarlemmerpoort, en maakte d'Eenhonderd Roe overbodig.
Op initiatief van reizigersvereniging Rover werd op 20 september 2009, 170 jaar na het vertrek van de eerste trein, een plaquette onthuld op de stationslocatie. Deze bevindt zich op het terrein van de Westergasfabriek, ter hoogte van Polonceaukade 13.

## Externe links

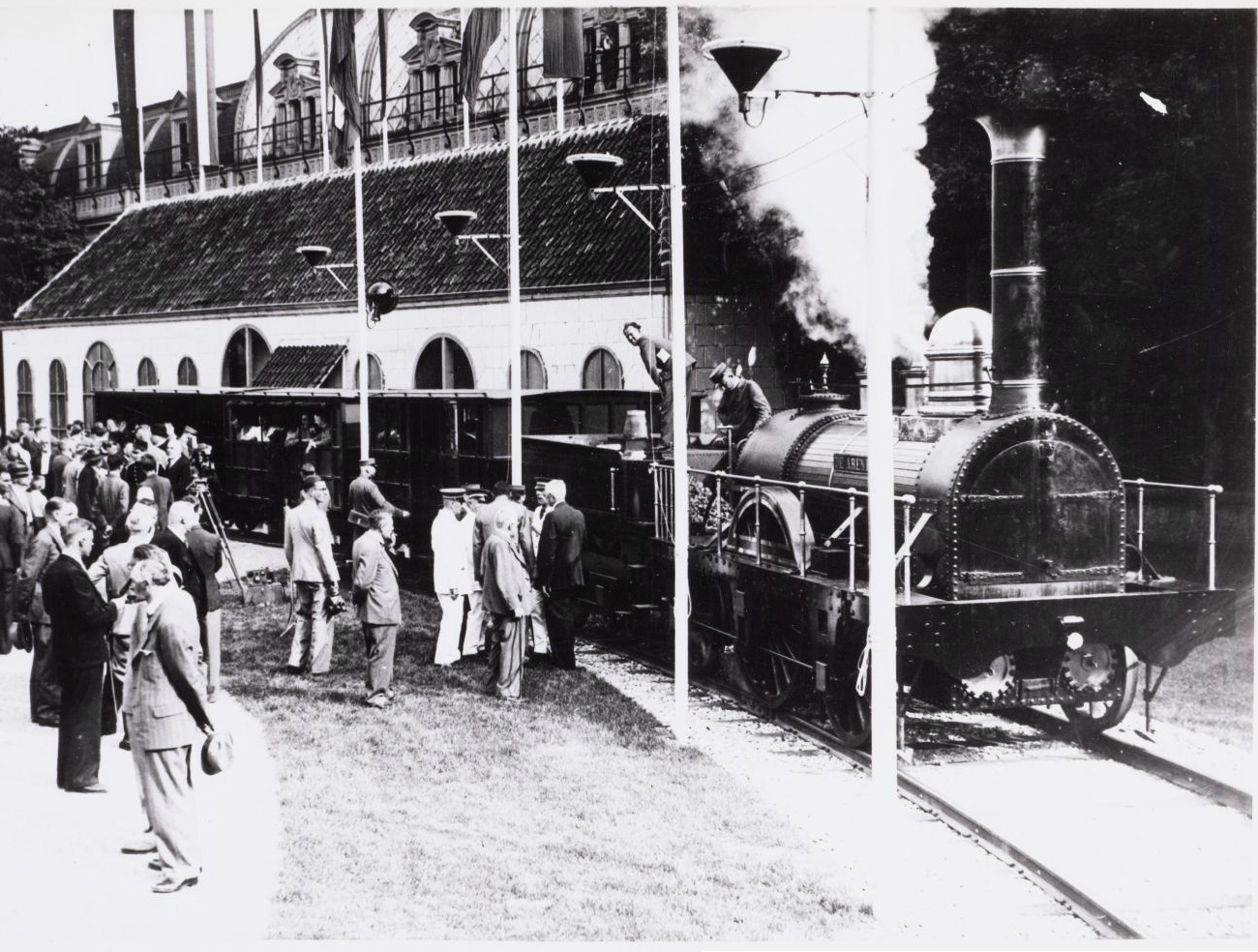
Tentoonstelling 'De Trein 1839-1939', op het Frederiksplein in Amsterdam in 1939 met het nagebouwde station d'Eenhonderd Roe, met replica van locomotief de Arend.